# Linia kolejowa Baruth – Kleinsaubernitz
Linia kolejowa Baruth – Kleinsaubernitz (niem. Bahnstrecke Baruth – Kleinsaubernitz) – rozebrana, jednotorowa, normalnotorowa, zelektryfikowana, towarowa linia kolejowa w Niemczech, na terenie Saksonii (Górne Łużyce), łącząca Baruth, część gminy Malschwitz (od stacji Baruth (Sachsen)) z Kleinsauberitz (górnołuż. Zubornička).

## Historia

### Początki
W 1865 rozpoczęła działalność kopalnia węgla brunatnego "Graf zur Lippe" w pobliżu Kleinsaubernitz, w pobliżu granicy saksońsko-pruskiej. Wraz z  budową linii kolejowej Löbau (górnołuż. Lubij) – Weißenberg (górnołuż. Wóspork) – Radibor (górnołuż. Radwor), co nastąpiło 14 czerwca 1900, wydobycie stało się bardziej opłacalne. W kwietniu 1902, w Berlinie utworzono Oberlausitzer Braunkohlen-Gewerkschaft Union (OBGU), która przejąła kopalnię w Kleinsaubernitz oraz rozpoczęła budowę brykietowni i elektrowni. 5 września 1902 złożono wniosek o koncesję na budowę kolei. W marcu 1903 sporządzono projekt nowej linii z punktem stycznym z linią Löbau – Weißenberg – Radibor w Baruth, gdzie nie było dotąd żadnego punktu handlowego. Nowa stacja miała powstać na koszt OBGU. Zezwolenie na budowę wydano 6 kwietnia 1903. Na przygotowania wpływ miała upadłość OBGU, która  miała miejsce 12 grudnia 1903. W miejsce starego utworzono nową spółkę, Oberlausitzer Braunkohlen-AG (OLBA). Budowa linii rozpoczęła się w styczniu 1904. Szlak zbudowało przedsiębiorstwo Fränkel & Co z Lipska-Lindenau. Prace ukończono 16 sierpnia 1904. Pozwolenie na eksploatację lokomotywy zostało wydane 17 sierpnia 1904. Pod koniec sierpnia 1904 rozpoczęto budowę kolei wąskotorowej o rozstawie szyn 900 mm dla kopalni odkrywkowej na północ od zakładu w Kleinsaubernitz. Od grudnia 1904 wydobywany węgiel był nią już transportowany do wytwórni brykietów.

### Elektryfikacja
Linia została zelektryfikowana prądem stałym z własnej elektrowni (600 woltów). Wykorzystywano ją począwszy od 28 stycznia 1905, jednak występowały liczne usterki. Po ich naprawie stałe użycie trakcji elektrycznej rozpoczęto 5 czerwca 1905. Początkowo dostępna była lokomotywa Siemensa z dwoma silnikami trakcyjnymi o łącznej mocy 62 KM. W maju 1910 zezwolono na czasowe użytkowanie lokomotyw państwowych w związku z naprawą lokomotywy Siemensa. Przypuszczalnie z powodu tego problemu w 1911 zakupiono drugą lokomotywę elektryczną, tym razem marki AEG.
W 1905 powstał projekt wprowadzenia na linii przewozów pasażerskich. Przede wszystkim istniała potrzeba dowozu ludzi do kościoła w niedziele i święta. Poproszono Królewską Dyrekcję Generalną o zezwolenie na przewóz osób lokomotywą elektryczną, która mogła pomieścić około 8-10 osób. Wniosek ten został odrzucony ze względów bezpieczeństwa.
W 1907 spółka Oberlausitzer Braunkohlen-AG przyjęła postać spółki akcyjnej. Prawdopodobnie w latach 1918-1923 przebieg torowiska pomiędzy Neudörfel i Kleinsaubernitz zostały przełożone i wyprostowane, zlikwidowało również ostry promień łuku na długości 180 metrów.

### Po deelektryfikacji
3 października 1927 pożar w kopalni zabił trzech górników. W rezultacie produkcja została wstrzymana, a wyrobiska kopalni zalane były do 1932. Brykietownię wysadzono 4 września 1938, a kominy 26 lutego 1939. Do około 1945 pociągi towarowe nadal docierały do Kleinsaubernitz, jednak już trakcją parową (od 1927). Wkrótce trasę skrócono do Neudörfel. W 1919 w pobliżu Neudörfel zbudowano rampę przeładunkową z kolei wąskotorowej 900 mm celem przeładunku gliny, z której pozyskiwano aluminium. 13 lutego 1920 obiekt został otwarty. Wraz z zamknięciem zakładów OLBA kierownictwo kolei zostało przeniesione do kopalni gliny. Od 1938 do transportu surowca udostępniono małą lokomotywę spalinową marki BMAG.
Około 1953 w Neudörfel oddano do użytku nowoczesną na ówczesne czasy fabrykę szamotu (Schamottewerk Neudörfel), a kolej kopalni gliny przekuto na 600 mm. Dla linii tej w 1956 zbudowano jednopoziomowe skrzyżowanie z linią normalnotorową. Od 1965 szamotownia wykorzystywała linię normalnotorową do rampy załadunkowej w lesie na kilometrze 3,5. W tym celu wyremontowano rampę. Około 1990 przewozy do szamotowni zostały prawdopodobnie zakończone, a linia rozebrana w 1991. Hala Schamottewerk Neudörfel została rozebrana w 1993 i zastąpiona w 1998 nowym budynkiem przedsiębiorstwa Creaton GmbH.

## Obiekty i pozostałości
W Kleinsaubernitz znajdowały się trzy równoległe tory z platformą przeładunkową na końcu linii. Istniała tu też waga wagonowa. Na trasie nie było większych budowli inżynieryjnych. Do najznaczniejszych należały: most stalowy o długości 8,5 m nad Dubrauker Fließ i kilka śluz w przepustach.
Po linii pozostały liczne ślady w terenie, w tym przepusty i most.